# Anopheles albimanus
Anopheles albimanus este o specie de țânțari din genul Anopheles, descrisă de Christian Rudolph Wilhelm Wiedemann în anul 1820. Conform Catalogue of Life specia Anopheles albimanus nu are subspecii cunoscute.

## Galerie

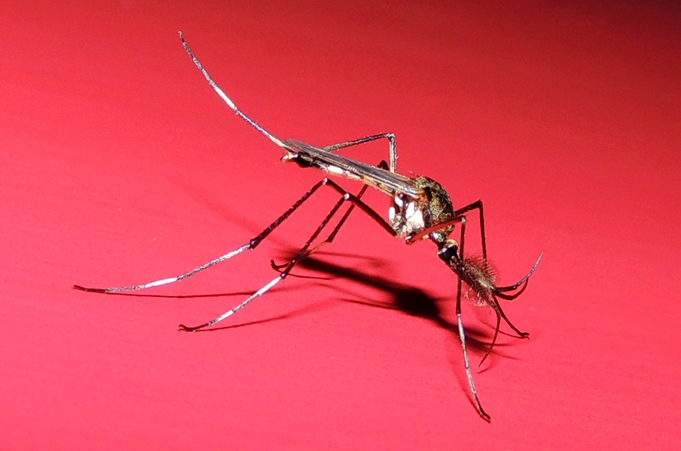
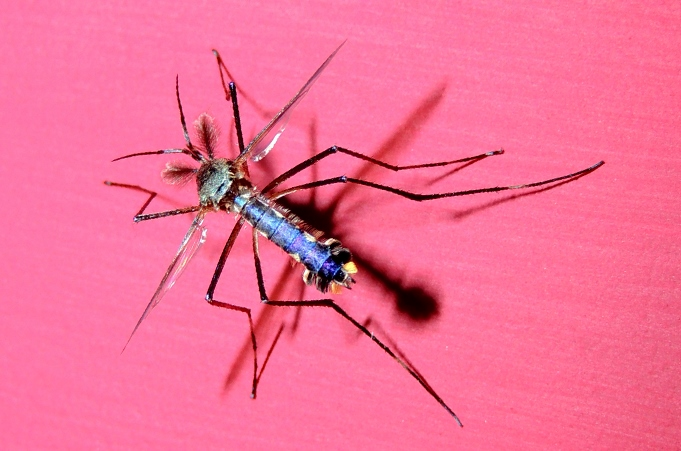
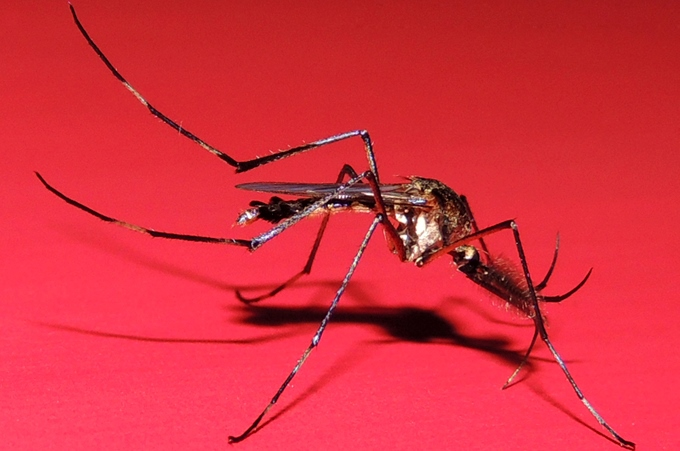